# Dumangas
Dumangas (Filipino: Bayan ng Dumangas, Hiligaynon: Sangguniang Bayan Dumangas) ist eine Großraumgemeinde in der Provinz Iloilo auf der Insel Panay auf den Philippinen. Sie hat 69.108 Einwohner (Zensus 1. August 2015), die in 45 Barangays leben. Sie gehört zur ersten Einkommensklasse der Gemeinden auf den Philippinen und wird als teilweise urban beschrieben.
Dumangas liegt an der östlichen Küste auf der Insel Panay, am Eingang der Guimaras-Straße, den Inseln Guimaras und Negros gegenüber. Die Hauptstadt der Provinz, Iloilo City, liegt ca. 28 km nordöstlich der Gemeinde und ist von dort mit dem Bus oder Jeepney zu erreichen. Die Nachbargemeinden sind Zarraga und Pototan im Westen, Leganes im Südwesten, Barotac Nuevo im Norden, Santa Barbara im Nordwesten. Die Topographie der Gemeinde wird bestimmt von Flachländern und einer hügeligen Landschaft im Inselinneren.

## Barangays
| - Bacay - Bacong - Balabag - Balud - Bantud - Bantud Fabrica - Baras - Barasan - Bolilao - Calao - Cali - Cansilayan - Capaliz - Cayos - Compayan | - Dacutan - Ermita - Pd Monfort South (Guinsampanan) - Ilaya 1st - Ilaya 2nd - Ilaya 3rd - Jardin - Lacturan - Pd Monfort North (Lublub) - Managuit - Maquina - Nanding Lopez - Pagdugue - Paloc Bigque - Paloc Sool | - Patlad - Pulao - Rosario - Sapao - Sulangan - Tabucan - Talusan - Tambobo - Tamboilan - Victorias - Burgos-Regidor (Pob.) - Aurora-del Pilar (Pob.) - Buenaflor Embarcadero (Pob.) - Lopez Jaena-Rizal (Pob.) - J.M. Basa-Mabini Bonifacio (Pob.) |